# Rumunská hymna
Hymna Rumunska je píseň Deșteaptă-te, române! (česky Probuď se, Rumune!).

## Historie
Slova písně Probuď se, Rumune! napsal Andrei Mureșanu, rumunský básník, novinář a překladatel, talentovaný mluvčí časů revoluce roku 1848. Hudbu složil Anton Pann, básník a etnograf, skladatel písniček a autor hudebních učebnic. Hymna byla poprvé uvedena v roce 1848 ve městě Râmnicu Vâlcea. Od té doby dělala společnost Rumunům v přelomových časech a dodávala jim odvahy. Spontánně se také zpívala během protikomunistických demonstrací v roce 1989.

## Text a český překlad
| Deșteaptă-te, române Deșteaptă-te, române, din somnul cel de moarte, În care te-adânciră barbarii de tirani Acum ori niciodată croiește-ți altă soarte, La care să se-nchine și cruzii tăi dușmani. Acum ori niciodată să dăm dovezi în lume Că-n aste mâni mai curge un sânge de roman, Și că-n a noastre piepturi păstrăm cu fală-un nume Triumfător în lupte, un nume de Traian. Priviți, mărețe umbre, Mihai, Ștefan, Corvine, Româna națiune, ai voștri strănepoți, Cu brațele armate, cu focul vostru-n vine, „Viața-n libertate ori moarte“ strigă toți. Preoți, cu crucea-n frunte căci oastea e creștină, Deviza-i libertate și scopul ei preasfânt. Murim mai bine-n luptă, cu glorie deplină, Decât să fim sclavi iarăși în vechiul nost'pământ. | Probuď se, Rumune Probuď se, Rumune, setřes ze sebe smrtelný spánek, do kterého tě uvrhli krutí tyrani. Teď nebo nikdy vezmi osud do svých rukou, získej si u všech uznání, dokonce i u svých nepřátel. Teď nebo nikdy dej světu jasné znamení, že v tvých žilách pulsuje krev starých Rimanů, a v našich srdcích s hrdostí neseme jméno v bojích slavného statečného Trajána. Pohleď na duchy mocných vladařů: Michala, Štěpána, Korvína, z rumunského národa tvé velké potomstvo, se zbraní v rukou s plamennými srdci, "svoboda, nebo smrt" - toť jejich volání. |